# Choca-d'água
A choca-d'água (Sakesphorus luctuosus) é uma ave passeriforme da família Thamnophilidae.

## Taxonomia
A choca-d'água foi descrita em 1823 pelo médico e zoólogo alemão Martin Lichtenstein. Há duas subespécies reconhecidas de choca-d'água:
- Sakesphorus luctuosus luctuosus (Lichtenstein, 1823): encontrada na porção centro-leste da Amazônia, do leste do Amazonas ao Pará (exceto nas águas do Rio Araguaia) e do sul e nordeste de Rondônia ao norte do Mato Grosso;
- Sakesphorus luctuosus araguayae (Hellmayr, 1908): encontrada no sul da bacia do Rio Araguaia, nos estados de Tocantins e Goiás, e no sudeste de Mato Grosso.

## Características
A choca-d'água mede aproximadamente 17 cm de comprimento. A plumagem do macho é toda negra, exceto pelo branco nas asas e na ponta da cauda. A fêmea é semelhante ao macho, exceto pelo topete castanho (preto nos machos).

## Distribuição e habitat
Vive em florestas tropicais úmidas de baixa altitude e pântanos. É vista em arbustos e cipós à beira de rios e ilhas fluviais, bem como no estrato inferior de várzeas periodicamente inundadas. É endêmica do Brasil, ocorrendo na região que acompanha as margens do Rio Amazonas, do Amapá ao baixo Rio Negro, norte do Tocantins e Mato Grosso, sul do Pará e Amazonas (até Rio Purus) e nordeste de Rondônia.